# Macquarie Street

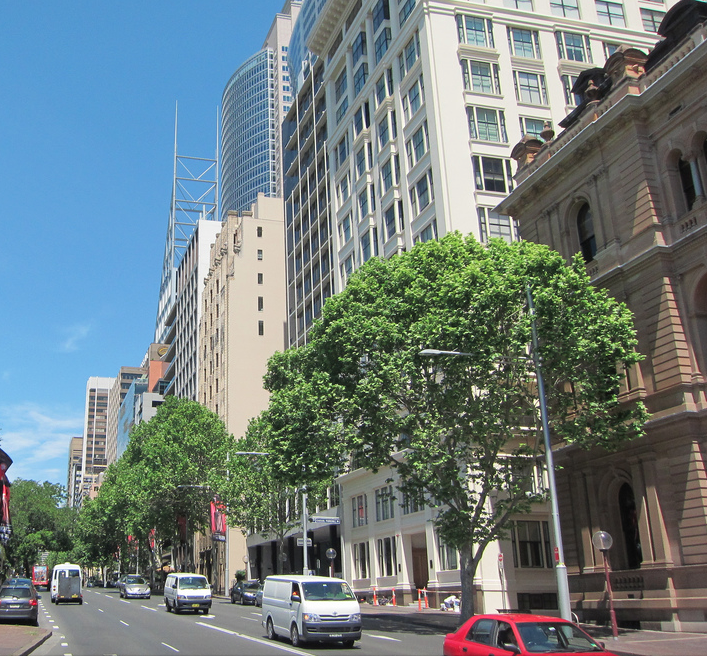
Macquarie Street

Macquarie Street è una via che si snoda attraverso il distretto affaristico centrale di Sydney, nel Nuovo Galles del Sud, in Australia. Macquarie Street si estende da Hyde Park fino alla teatro dell'opera di Sydney. Oltre a collegare questi due principali punti di riferimento, anche le principali istituzioni governative dello stato del Nuovo Galles del Sud si trovano tutte su questa strada.